# Hirotaka Iida
Hirotaka Iida (飯田 絋孝 Iida Hirotaka?), född 29 april 1982 i Tokyo prefektur, är en japansk före detta fotbollsspelare.
Iida började sin karriär 2001 i Yokohama F. Marinos. Med Yokohama F. Marinos vann han japanska ligan 2003 och japanska ligacupen 2001. Han avslutade karriären 2003.